# Diodato
Antonio Diodato (Aosta, 30 augustus 1981) is een Italiaans zanger.

## Biografie
Diodato werd in Aosta geboren en groeide op in Tarente. Zijn eerste muzikale werken werden gemaakt in Zweden in samenwerking met Sebastian Ingrosso en Steve Angello.
Hij keerde terug naar Italië en studeerde af aan de Roma Tre-universiteit.
In 2020 nam hij deel aan het Festival van San Remo. Hij won, waardoor hij zijn vaderland mocht vertegenwoordigen op het Eurovisiesongfestival 2020. Het festival werd evenwel afgelast.

## Discografie

### Singles
| Title                     | Year | Album                 |
| ------------------------- | ---- | --------------------- |
| "Ubriaco"                 | 2013 | E forse sono pazzo    |
| "Babilonia"               | 2014 | niet                  |
| "Se solo avessi un altro" | 2014 | niet                  |
| "Eternità"                | 2014 | A ritrovar bellezza   |
| "Piove"                   | 2015 | A ritrovar bellezza   |
| "Mi si scioglie la bocca" | 2017 | Cosa siamo diventati  |
| "Adesso" (with Roy Paci)  | 2018 | niet                  |
| "Essere semplice"         | 2018 | niet                  |
| "Il commerciante"         | 2019 | Che vita meravigliosa |
| "Non ti amo più"          | 2019 | Che vita meravigliosa |
| "Che vita meravigliosa"   | 2019 | Che vita meravigliosa |
| "Fai rumore"              | 2020 | Che vita meravigliosa |

### Albums
| Title                 | Details                                                                              |
| --------------------- | ------------------------------------------------------------------------------------ |
| E forse sono pazzo    | - Uitgebracht: april 2013 - Vorm: Digitale download - Label: Le Narcisse             |
| A ritrovar bellezza   | - Uitgebracht: 29 oktober 2014 - Vorm: Digitale download - Label: Le Narcisse        |
| Cosa siamo diventati  | - Uitgebracht: 27 januari 2017 - Vorm: Digitale download - Label: Carosello Records  |
| Che vita meravigliosa | - Uitgebracht: 14 februari 2020 - Vorm: Digitale download - Label: Carosello Records |

- Gemeinsame Normdatei: 1204347875
- International Standard Name Identifier: 0000 0004 6720 1085
- MusicBrainz: 1f39dd7e-0c5b-40d0-a02c-b52d37612831
- Istituto Centrale per il Catalogo Unico: TO0V526298
- Virtual International Authority File: 813158188175220260007